# Séré de Rivières-systeem

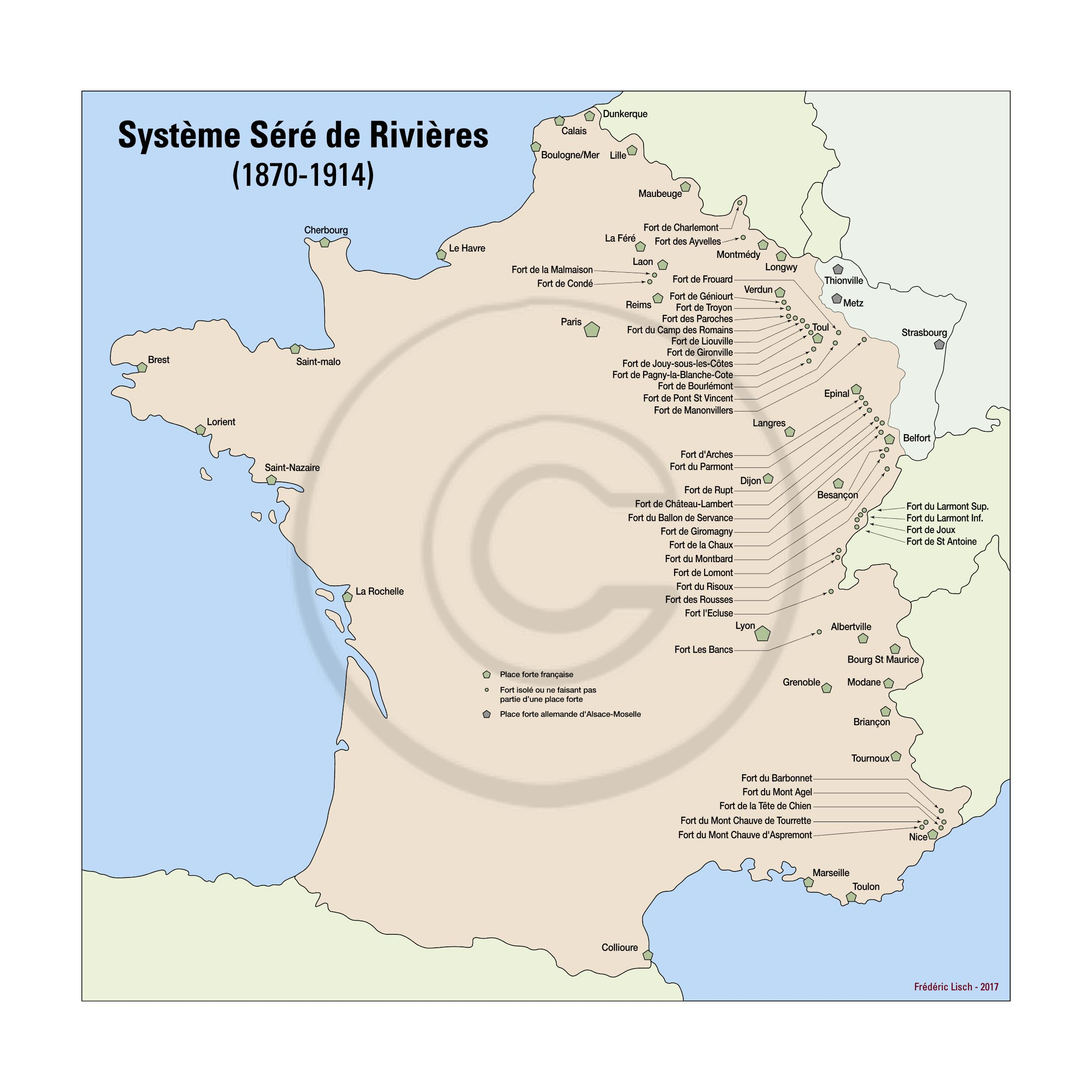
Kaart van Frankrijk met de forten van het Séré de Rivières-systeem

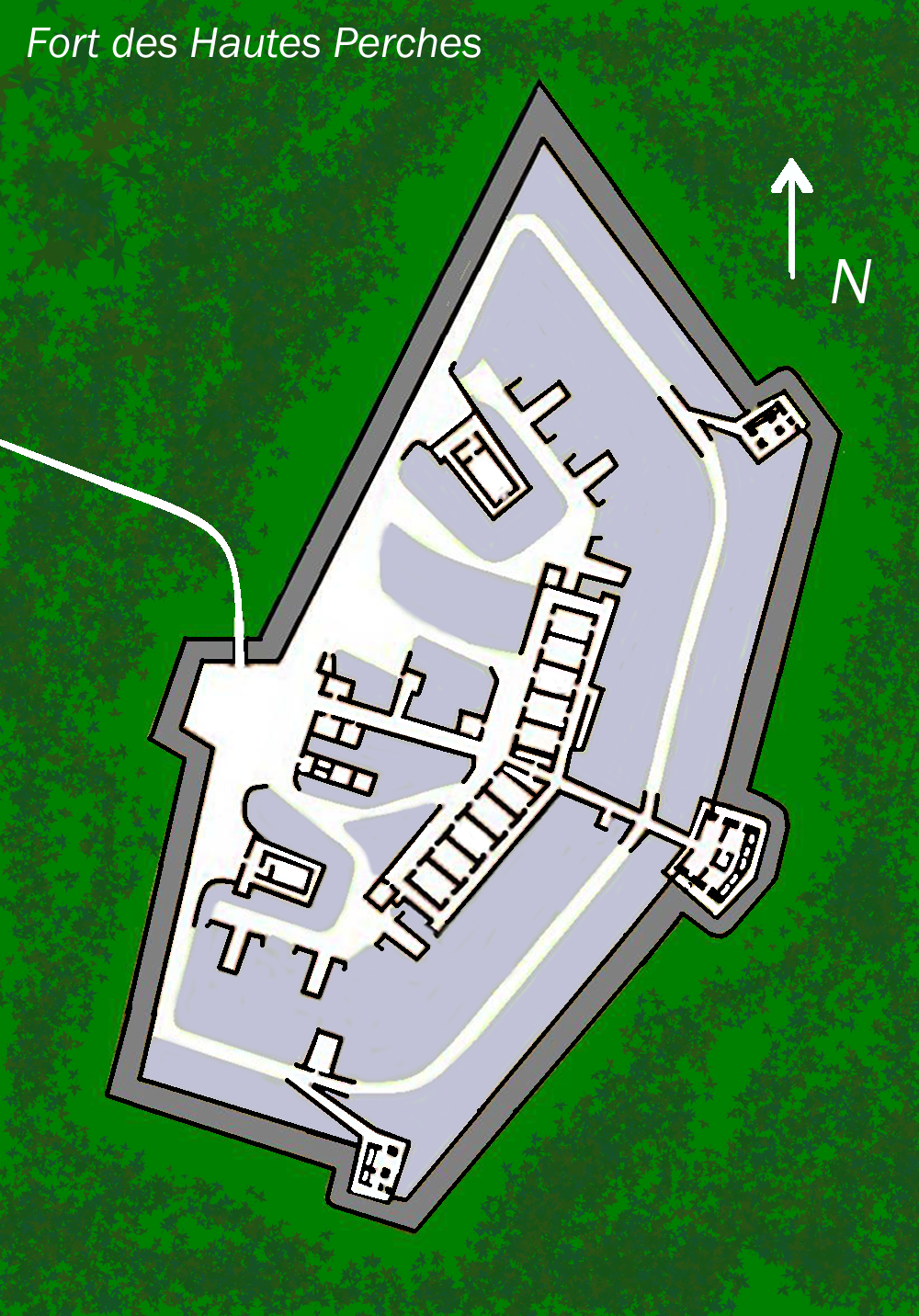
Plan van het Fort des Hautes Perches

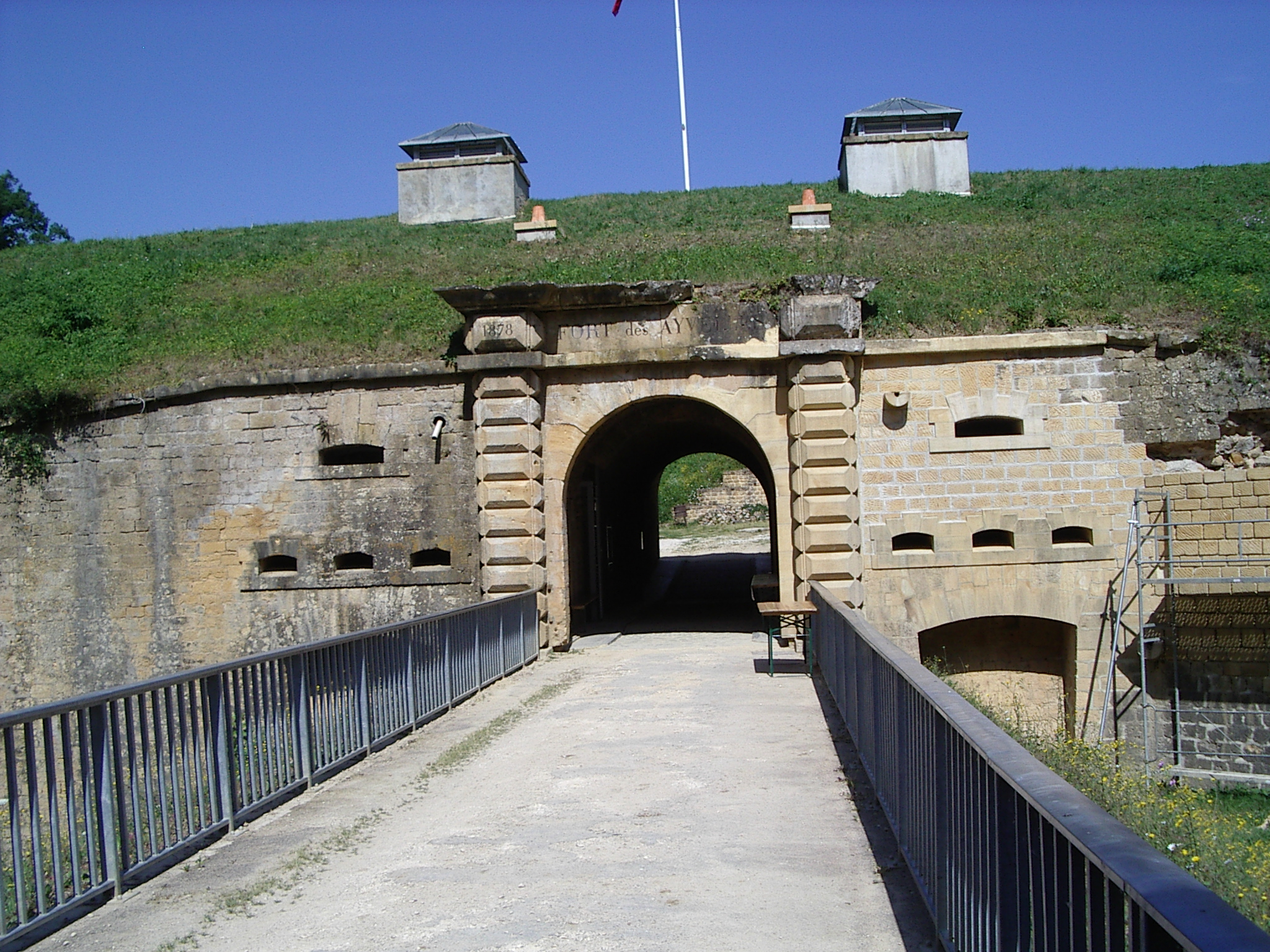
Ingang van het Fort des Ayvelles

Het Séré de Rivières-systeem was een defensief netwerk van forten in Frankrijk, bedacht door de Franse generaal Raymond Adolphe Séré de Rivières na de Franse nederlaag in de Frans-Duitse Oorlog (1870-1871) en gebouwd tussen 1874 en 1885. Het systeem strekte zich uit van Duinkerke tot Zwitserland, maar ook langs de grens met Italië in de zuidelijke Alpen. Verder werden ook de havensteden en Parijs versterkt.

## Achtergrond
Na de nederlaag in de Frans-Duitse Oorlog en het verlies van Elzas en het departement Moezel in 1871 moest Frankrijk zijn militaire defensieve strategie herdenken, met name langs de noordelijke en oostelijke grens. Verder was gebleken dat de citadellen in de vestingsteden kwetsbaar waren voor de moderne artillerie, die een veel groter bereik en impact had.

## Ontwerp
Generaal Séré de Rivières ontwierp een systeem gebaseerd op het principe van groepen van defensieve gordels. Elke gordel bestond uit een reeks van kleine forten langs natuurlijke barrières in het landschap, en werd geplaatst tussen twee grote vestingsteden. Tussen deze defensieve gordels werden gaten gelaten om van daaruit de vijand in de tang te kunnen nemen. Tussen Duinkerke en Zwitserland kwamen er zo vier groepen van defensieve gordels:
- Noordelijke groep (Groupe du Nord), tussen Duinkerke en Montmédy met belangrijke forten in Rijsel en Maubeuge;
- Maasgroep (Groupe de la Meuse), tussen Verdun en Toul;
- Vogezengroep (Groupe des Vosges), tussen Épinal en Belfort, met de fortengordel van Haute Moselle;
- Juragroep (Groupe du Jura), rond Besançon.

Verder werd ook de bouw en modernisering van forten in de zuidelijke Alpen voorzien met als grote vestingsteden Bourg-Saint-Maurice, Briançon en Tournoux. Ook de havens en de Franse kolonies werden versterkt en Parijs kreeg een nieuwe fortengordel bovenop de fortengordel van 1840.
De kleine forten werden gebouwd volgens eenzelfde plan (Fort type 1874). Dit bestond uit een 360 m breed en 260 m diep, vijfhoekig fort. Het fort was gebouwd uit baksteen en was volledig omringd door een gracht. Langsheen de twee frontale zijden was vooraan een verhoging voorzien om de infanterie te beschutten en daarachter een voor de artillerie. Ondergronds waren barakken voor de bemanning.

## Bouw
Tussen 1874 en 1885 werden meer dan 400 kunstwerken gebouwd in het kader van het Séré de Rivières-systeem. Tegen het einde van de jaren 1880 bleek dat de gebruikte bouwtechnieken al achterhaald waren. Met name door het gebruik van baksteen bleken de forten kwetsbaar tegenover een nieuwe generatie van artilleriegranaten.